# Invincible (album van Michael Jackson)
Invincible is het tiende en tevens laatste studioalbum van de Amerikaanse popster Michael Jackson. Het album werd in Europa uitgebracht op 29 oktober 2001 door platenlabel door Epic Records. De studiosessies voor het album kostte 30 miljoen dollar, daarmee is Invincible het duurste album dat ooit is gemaakt.
Voordat Invincible verscheen was Jacksons laatste album met nieuw opgenomen muziek meer dan zes jaar oud. Om deze reden werd Invincible in de weken voor uitgave als een 'grote comeback' geprofileerd. Uiteindelijk bleek dat het album niet aan de hoge verwachtingen kon voldoen en vielen de verkoopcijfers en populariteit om verschillende redenen tegen. Desondanks zijn er van het album wereldwijd 8 tot 13 miljoen exemplaren verkocht en behaalde het album de nummer 1-positie in de hitlijsten van onder andere de Verenigde Staten, het Verenigd Koninkrijk, Frankrijk, Duitsland en Nederland.

## Samenwerkingen en gastoptredens

### Samenwerkingen
Tijdens de opnamesessies voor Invincible werkte Jackson met verschillende tekstschrijvers en producers. Gedurende eind 1997 en 1998 lag Jacksons focus voornamelijk op het experimenteren met diverse geluidstechnici, om zo zijn nieuwe muzikale richting te bepalen. Ook schreef Dr. Freeze in 1998 circa 30 nummers voor Jackson waarvan er 6 verder zijn uitgewerkt. Het nummer Break Of Dawn, een product van deze samenwerking, verscheen uiteindelijk op het album. In 1999 begonnen de meeste opnames voor het album en besloot Jackson om diverse andere samenwerkingen aan te gaan. Carole Bayer Sager, een goede vriendin van Jackson, werkte in 1999 aan demo's om de thematiek van het album grof vorm te geven. Verder benaderde Jackson, tegen de wil van zijn platenlabel en Sony Music, vriend en producer Teddy Riley om in 1999 tot en met 2001 te werken aan nieuwe muziek. Jackson en Riley wisten verschillende demo's van andere tekstschrijvers te kopen om deze vervolgens naar eigen smaak aan te passen. De nummers Heaven Can Wait, 2000 Watts, Don't Walk Away en Whatever Happens werden uiteindelijk op het album geplaatst. Rodney Jerkins en zijn team, bestaande uit onder andere zijn broer Fred Jerkins en LaShawn Daniels, zijn echter verantwoordelijk voor het gros van de muziek waar Jackson in 1999 tot en met 2001 aan werkte. Jerkins stelt dat hij in deze tijd met Jackson aan circa 60 tot 70 nummers heeft gewerkt, 7 van deze nummers haalde de uiteindelijke tracklist.

### Gastoptredens
Op het album is geregeld instrumentatie, zang, rap of spraak van andere bekende artiesten te horen. Zo bevat het openingsnummer Unbreakable achtergrondzang van Brandy en rap van The Notorious B.I.G., is in de opening van You Rock My World een cameo van Chris Tucker te horen en zijn gitaarsolo's van Slash en Carlos Santana aanwezig op Privacy en Whatever Happens. In het laatste nummer, Threatened, worden verknipte audiofragmenten van Rod Serling gebruikt in de intro en bridge.
Tijdens de studiosessies met Rodney Jerkins opperde Jackson ook het idee om een nummer met een relatief onbekende rapper te maken. Jerkins besloot als gevolg om Fats, een jonge rapper uit New Jersey, te contacteren. Fats had al eerder met Jerkins samengewerkt en besloot het aanbod van Jackson te accepteren. Nadat Jerkins de uiteindelijke versie van het nummer aan Jackson liet horen reageerde hij positief en besloot om een tweede nummer met Fats op te nemen. Bij de uitgave van het album werd duidelijk dat het Heartbreaker en het titelnummer Invincible betrof.

## Tracklist
| Invincible tracklist volgens het CD boekje | Invincible tracklist volgens het CD boekje | Invincible tracklist volgens het CD boekje                                                                                      | Invincible tracklist volgens het CD boekje |
| No.                                        | Titel                                      | Tekstschrijvers | Productie                                  |
| ------------------------------------------ | ------------------------------------------ | --- | ------------------------------------------ |
| 1                                          | "Unbreakable" (met The Notorious B.I.G.)   | Michael Jackson, Rodney Jerkins, Fred Jerkins III, LaShawn Daniels, Nora Payne, Robert Smith, Christopher George Latore Wallace | Jackson, Jerkins                           |
| 2                                          | "Heartbreaker" (met Fats)                  | Jackson, Jerkins, Jerkins III, Daniels, Mischke, Norman Gregg                                                                   | Jackson, Jerkins                           |
| 3                                          | "Invincible" (met Fats)                    | Jackson, Jerkins, Jerkins III, Daniels, Gregg                                                                                   | Jackson, Jerkins                           |
| 4                                          | "Break Of Dawn"                            | Jackson, Elliot Straite | Jackson, Dr. Freeze                        |
| 5                                          | "Heaven Can Wait"                          | Jackson, Teddy Riley, Andreao "Fanatic" Heard, Nate Smith, Teron Beal, Eritza Laues, Kenny Quiller                              | Jackson, Riley, Heard(co), Smith(co)       |
| 6                                          | "You Rock My World"                        | Jackson, Jerkins, Jerkins III, Daniels, Payne                                                                                   | Jackson, Jerkins                           |
| 7                                          | "Butterflies"                              | Andre Harris, Marsha Ambrosius                                                                                                  | Jackson, Harris                            |
| 8                                          | "Speechless"                               | Jackson | Jackson                                    |
| 9                                          | "2000 Watts"                               | Jackson, Riley, Tyrese Gibson, JaRon Henson                                                                                     | Jackson, Riley                             |
| 10                                         | "You Are My Life"                          | Jackson, Kenneth Edmonds, Carole Bayer Sager, John McClain                                                                      | Jackson, Babyface                          |
| 11                                         | "Privacy"                                  | Jackson, Jerkins, Jerkins III, Daniels, Bernard Belle                                                                           | Jackson, Jerkins                           |
| 12                                         | "Don't Walk Away"                          | Jackson, Riley, Richard Carlton, Stites, Reed Vertelney                                                                         | Jackson, Riley                             |
| 13                                         | "Cry"                                      | Robert Kelly | Jackson, Kelly                             |
| 14                                         | "The Lost Children"                        | Jackson | Jackson                                    |
| 15                                         | "Whatever Happens"                         | Jackson, Riley | Jackson, Riley                             |
| 16                                         | "Threatened"                               | Jackson, Jerkins, Jerkins III, Daniels                                                                                          | Jackson, Jerkins                           |

- De rap van The Notorious B.I.G. komt uit het nummer "You Can't Stop the Reign" van Shaquille O'Neal.
- Break of Dawn, 2000 Watts en Threatened verschenen door een niet gespecificeerde reden niet op de eerste druk van de Chinese editie van het album.

## Videoclips

### You Rock My World
De muziekvideo voor You Rock My World ging in première op 21 september 2001. In de Verenigde Staten werd de datum uitgesteld tot 26 september, vanwege de aanslagen in New York op 11 september. Net zoals andere muziekvideo's van Jackson beschikt ook de video voor You Rock My World over veel elementen van een korte film.
De videoclip is gebaseerd op een verhaal geschreven door Jackson en Paul Hunter. In de video zien Michael Jackson en Chris Tucker een aantrekkelijke vrouw, gespeeld door Kishaya Dudley, die ze volgen naar een nachtclub (het Waterfront Hotel, als verwijzing naar de beroemde film met Marlon Brando die in deze video de eigenaar van de club speelt). Eenmaal in de nachtclub is duidelijk dat de aanwezigheid van Jackson en Tucker niet wordt gewaardeerd, omdat de vrouw waar beide in geïnteresseerd zijn al een relatie heeft met een van de stamgasten (gespeeld door Michael Madsen). Toch wil Jackson de vrouw ontmoeten en zingt You Rock My World als een serenade, terwijl hij een choreografie met zijn bekende danspassen uitvoert. Tijdens de serenade wordt hij plots uitgedaagd voor een gevecht met een van de andere stamgasten (gespeeld door Billy Drago). Wanneer Drago zegt "Show me what you got", begint Jackson een dansroutine, waarna hij opmerkt "Is that all you got? You ain't nothin'". Dan slaat Jackson Drago en begint een groot gevecht, waardoor er in de club brand uitbreekt. Als het gebouw geëvacueerd is, weet Jackson de vrouw terug te vinden. De video sluit af met een moment waarop de vrouw Jackson kust en zij samen met Tucker wegrijden.

### Cry
Jackson kwam als gevolg van zijn conflict met Sony Music en drukke schema niet voor in de muziekvideo voor Cry. Hiermee is de muziekvideo is de enige video uit Jacksons carrière waarin hij zelf niet te zien is. Voorafgaand aan de productie van de video liet regisseur Nick Brandt aan Jackson weten dat zijn aanwezigheid in de video geen vereiste was en het zelfs zou bijdragen aan de kracht van het verhaal dat de video moet vertellen. In de video is te zien hoe mensen van over de hele wereld elkaars hand vasthouden en een lange lijn vormen om eenheid te symboliseren. Ook de zin "If we all cry, at the same time, tonight" vereist naar deze eenheid en een 'samen sta je sterker'-sentiment.

## Promotie

### Hoge productiekosten
De promotie van Invincible verliep moeizaam en resulteerde in een conflict tussen Jackson en Sony Music. In de meer dan vier jaar waarin Jackson aan nieuwe muziek werkte, liepen de productiekosten van het album steeds verder op. Sony Music stelde aan het begin van de opnamesessies een budget van 10 miljoen dollar vrij, maar Jackson ging hier al snel ruimschoots overheen. Uiteindelijk lukte het Jackson niet om een nieuwe overeenkomst met hoger budget te bereiken en moest hij 20 miljoen van de totale productiekosten zelf betalen.

### 30th Anniversary Celebration
Ter gelegenheid van Jackson's 30 jarig jubileum als soloartiest en entertainer werden op 7 en 10 september 2001 concerten gehouden in Madison Square Garden, New York. Tijdens de concerten zongen en dansten tal van bekende artiesten, waaronder Whitney Houston, Usher, Beyoncé, Britney Spears en Justin Timberlake, op de muziek van Jackson waarna Jackson zelf ook een paar van zijn grootste hits zong. Ook een eenmalige terugkeer van The Jacksons werd voorafgaand aan de concerten groot uitgelicht. Jackson zong samen met zijn 5 broers enkele bekende nummers uit de tijd waarin zij als groep muziek maakte.
Op 13 November 2001 was een samengevoegde variant van de 2 concerten te zien op de Amerikaanse televisiezender van CBS. Het concert werd in de Verenigde Staten naar schatting door 45 miljoen mensen bekeken, dit maakt de 30th Anniversary Celebration wereldwijd een van de meest bekeken muziekspecials aller tijden.

### Gekleurde covers en Special Editions
Ter promotie van Invincible werd naast de normale versie van het album ook een viertal tijdelijk verkrijgbare versies met verschillende album cover kleuren uitgegeven. Veel fans kochten als gevolg het album vijf keer: één normale versie en vier tijdelijk verkrijgbare met rode, blauwe, groene en gele cover. De muziek op alle versies van het album hetzelfde.
Ook werd op dezelfde dag een 'Special Edition' van Jackson's albums Off the Wall, Thriller, Bad en Dangerous uitgegeven. Deze bevatte een special CD hoesje, interviewfragmenten met mensen die samen met Jackson aan de albums werkten en enkele niet eerder uitgegeven bonusnummers. Ook werden alle albums van een remaster door Bernie Grundman voorzien.

### Conflict over singles
Ook over de de keuze voor singles was geen overeenstemming tussen Jackson en de directie van Sony Music. Jackson had vanwege het hoge tempo en commerciële geluid de wens om Unbreakable als eerste single uit te brengen. Hij beeldde zich voor het nummer een moderne videoclip met The Notorious B.I.G. als hologram in. Ondanks dat de directie van Sony potentie zag in het nummer werd uiteindelijk besloten om You Rock My World als eerste single uit te brengen, dit ten onvrede van Jackson. In begin 2002 deed Jackson nog een poging om Unbreakable als single uit te brengen en wenste hij een budget van 10 miljoen dollar voor een groot filmproject waarmee het nummer gepromoot kon worden. Echter besloot Sony een maximum van slechts 300 duizend dollar beschikbaar te stellen waarna Jackson besloot om het project af te blazen.
Ook andere ideeën die Jackson voor singles bedacht werden niet door Sony gefinancierd of geblokkeerd. Zo wilde Jackson graag een op Thriller gebaseerde muziekvideo voor Threatened maken en een ballad, Speechless of You Are My Life, uitbrengen als volwaardige single; beiden gingen uiteindelijk niet door. Daarnaast zou Whatever Happens na een optreden met Carlos Santana bij de Grammy Awards van 2002 worden uitgebracht als single, maar zowel het optreden als de single werden geannuleerd. Toen Sony na enkele maanden volledig stopte met het promoten van Invincible, beschuldigde Jackson Sony van een actie met racistisch motief. Jackson besloot om voor Invincible niet meer op wereldtournee te gaan en startte een haatcampagne tegen de directie van Sony Music, Tommy Mottola in het specifiek.

## Verkoopcijfers
Zowel wereldwijd als in Nederland werd Invincible minder verkocht dan initieel werd verwacht. In de Verenigde Staten werd het album in de eerste week 366.000 keer verkocht, de verwachting was dat het aantal rond de 400.000 zou liggen. Hoewel het verkoopaantal ruimschoots voldoende was voor de toppositie in de Billboard Album 200 zakte het verkoopaantal in de tweede week naar 202.000 stuks, dit was door de binnenkomst van Britney Spears haar nieuwe album nog maar genoeg voor de derde positie in de hitlijst. Wereldwijd werd Invincible elfde in de lijst van bestverkochte albums van 2001 met 5,4 miljoen verkochte exemplaren, sinds begin 2002 is het aantal langzaam opgelopen naar 8 tot 13 miljoen.
In Nederland stond Invincible twee weken op de nummer 1-positie van de Album Top 100. Het album werd in 2001 met platina onderscheiden voor de verkoop van 80.000 gecertificeerde exemplaren.

## Hitlijsten

### NederlandseAlbum Top 100
| Hitnotering: (Week 1 t/m 12) 10-11-2001 t/m 02-02-2002 Hitnotering: (Week 13) 19-10-2002 | Hitnotering: (Week 1 t/m 12) 10-11-2001 t/m 02-02-2002 Hitnotering: (Week 13) 19-10-2002 | Hitnotering: (Week 1 t/m 12) 10-11-2001 t/m 02-02-2002 Hitnotering: (Week 13) 19-10-2002 | Hitnotering: (Week 1 t/m 12) 10-11-2001 t/m 02-02-2002 Hitnotering: (Week 13) 19-10-2002 | Hitnotering: (Week 1 t/m 12) 10-11-2001 t/m 02-02-2002 Hitnotering: (Week 13) 19-10-2002 | Hitnotering: (Week 1 t/m 12) 10-11-2001 t/m 02-02-2002 Hitnotering: (Week 13) 19-10-2002 | Hitnotering: (Week 1 t/m 12) 10-11-2001 t/m 02-02-2002 Hitnotering: (Week 13) 19-10-2002 | Hitnotering: (Week 1 t/m 12) 10-11-2001 t/m 02-02-2002 Hitnotering: (Week 13) 19-10-2002 | Hitnotering: (Week 1 t/m 12) 10-11-2001 t/m 02-02-2002 Hitnotering: (Week 13) 19-10-2002 | Hitnotering: (Week 1 t/m 12) 10-11-2001 t/m 02-02-2002 Hitnotering: (Week 13) 19-10-2002 | Hitnotering: (Week 1 t/m 12) 10-11-2001 t/m 02-02-2002 Hitnotering: (Week 13) 19-10-2002 | Hitnotering: (Week 1 t/m 12) 10-11-2001 t/m 02-02-2002 Hitnotering: (Week 13) 19-10-2002 | Hitnotering: (Week 1 t/m 12) 10-11-2001 t/m 02-02-2002 Hitnotering: (Week 13) 19-10-2002 | Hitnotering: (Week 1 t/m 12) 10-11-2001 t/m 02-02-2002 Hitnotering: (Week 13) 19-10-2002 | Hitnotering: (Week 1 t/m 12) 10-11-2001 t/m 02-02-2002 Hitnotering: (Week 13) 19-10-2002 | Hitnotering: (Week 1 t/m 12) 10-11-2001 t/m 02-02-2002 Hitnotering: (Week 13) 19-10-2002 |
| Week:                                                                                    | 1                                                                                        | 2                                                                                        | 3                                                                                        | 4                                                                                        | 5                                                                                        | 6                                                                                        | 7                                                                                        | 8                                                                                        | 9                                                                                        | 10                                                                                       | 11                                                                                       | 12                                                                                       |                                                                                          | 13                                                                                       |                                                                                          |
| ---------------------------------------------------------------------------------------- | ---------------------------------------------------------------------------------------- | ---------------------------------------------------------------------------------------- | ---------------------------------------------------------------------------------------- | ---------------------------------------------------------------------------------------- | ---------------------------------------------------------------------------------------- | ---------------------------------------------------------------------------------------- | ---------------------------------------------------------------------------------------- | ---------------------------------------------------------------------------------------- | ---------------------------------------------------------------------------------------- | ---------------------------------------------------------------------------------------- | ---------------------------------------------------------------------------------------- | ---------------------------------------------------------------------------------------- | ---------------------------------------------------------------------------------------- | ---------------------------------------------------------------------------------------- | ---------------------------------------------------------------------------------------- |
| Positie:                                                                                 | 1                                                                                        | 1                                                                                        | 3                                                                                        | 9                                                                                        | 19                                                                                       | 31                                                                                       | 37                                                                                       | 39                                                                                       | 51                                                                                       | 78                                                                                       | 88                                                                                       | 87                                                                                       | uit                                                                                      | 99                                                                                       | uit                                                                                      |

### VlaamseUltratop 100Albums
| Hitnotering: (Week 1 t/m 6) 10-11-2001 t/m 15-12-2001 | Hitnotering: (Week 1 t/m 6) 10-11-2001 t/m 15-12-2001 | Hitnotering: (Week 1 t/m 6) 10-11-2001 t/m 15-12-2001 | Hitnotering: (Week 1 t/m 6) 10-11-2001 t/m 15-12-2001 | Hitnotering: (Week 1 t/m 6) 10-11-2001 t/m 15-12-2001 | Hitnotering: (Week 1 t/m 6) 10-11-2001 t/m 15-12-2001 | Hitnotering: (Week 1 t/m 6) 10-11-2001 t/m 15-12-2001 | Hitnotering: (Week 1 t/m 6) 10-11-2001 t/m 15-12-2001 |
| Week:                                                 | 1                                                     | 2                                                     | 3                                                     | 4                                                     | 5                                                     | 6                                                     |                                                       |
| ----------------------------------------------------- | ----------------------------------------------------- | ----------------------------------------------------- | ----------------------------------------------------- | ----------------------------------------------------- | ----------------------------------------------------- | ----------------------------------------------------- | ----------------------------------------------------- |
| Positie:                                              | 2                                                     | 2                                                     | 8                                                     | 20                                                    | 32                                                    | 37                                                    | uit                                                   |